# Antoine Casimir Marguerite Eugène Foudras
Antoine Casimir Marguerite Eugène Foudras (1783 Lyon – 1859 Lyon) est un entomologiste français, membre de la Société linnéenne de Lyon.

## Biographie
Son père Sébastien, originaire de Bessans en Savoie, a trois enfants ; il est installé à Lyon puis quitte cette ville pour Orliénas. Antoine Casimir s'intéresse à la nature : aux végétaux comme aux insectes.De retour à Lyon il est élève à l'école centrale. Puis son père le place chez un homme d'affaires, puis dans l'étude de Me Ailloud, puis dans celle de Me Verdun, avoué d'appel. Quand il quitte ce poste, il est licencié en droit, et s'inscrit au tableau des avocats.   Il consacre le temps que lui laisse son emploi pour collectionner des insectes de France, notamment dans la région lyonnaise mais aussi dans la Bresse ou dans les Alpes. En 1837, il réussit à vendre son cabinet d'entomologie, ce qui lui permet de se consacrer entièrement à cette dernière occupation et se spécialise dans l'étude des altises, une sous-famille des chrysomèles composée essentiellement d'insectes ravageurs. 
En 1838 le gouvernement fait appel à lui pour une action visant à connaître la pyrale de la vigne endommageant les vignobles du mâconnais. 
Au cours de sa carrière il participe notamment à l'ouvrage d'Étienne Mulsant Histoire naturelle des Coléoptères de France. 
Devenir de ses collections : Sa collection d'insectes a été léguée  au lycée Ampère de Lyon en 1993. Le lycée Ampère de Lyon l'a donnée au Musée d’histoire naturelle de Lyon. Sa collection botanique est léguée à la faculté de médecine de Lyon. Le docteur Perroud, a acquis l’herbier Foudras et l’a enrichi d’un grand nombre d’espèces alpines et méridionales. Sa collection de coquilles, ainsi que celle de son fils Fabien, ont été acquises par Joseph Gabillot et intégrées à la collection de ce dernier. La collection Gabillot est conservée au Centre de Conservation et d'Etude des Collections de Lyon.

## Publications
- 1827 : Rapport à la Société royale d'agriculture... de Lyon, sur un concours ouvert pour la destruction de la pyrale de la vigne
- 1829 : Observations sur le tridactyle panaché
- 1860 : Altisides. Ann. Soc. Linn. Lyon (n. s.) 6: 137-384